# Gojwane
Gojwane – wieś w Botswanie w dystrykcie Central. Według spisu ludności z 2011 roku wieś liczyła 1411 mieszkańców.